# Człowiek prezydenta
Człowiek prezydenta (ang. The President’s Man) – amerykański telewizyjny film akcji, którego premiera miała miejsce w kwietniu 2000 roku na antenie stacji CBS. Reżyserię filmu objęli Michael Preece oraz Eric Norris, którego ojciec – popularny aktor Chuck Norris (Strażnik Teksasu) – zagrał jedną z głównych ról. Gwiazdą projektu jest także Dylan Neal (Moda na sukces). Film doczekał się kontynuacji w roku 2002 – Człowieka prezydenta 2: Punktu zero.

## Opis fabuły
Po latach ciężkiej pracy ambitny agent specjalny Joshua McCord (Chuck Norris) decyduje się przejść na zasłużony odpoczynek. McCord wykłada na wyższej uczelni w Dallas. To zajęcie to tylko przykrywka, mająca zapewniać mu anonimowość. O prawdziwym zajęciu Josha wie wyłącznie jego córka Que (Jennifer Tung).
Niestety, uprowadzenie pierwszej damy w Rio de Janeiro przekreśla emeryturalne plany tajnego agenta. Po kilku godzinach od porwania Joshua ląduje na spadochronie na dachu hotelu, w którym przetrzymywana jest kobieta. Udaje się ją uwolnić, jednak podczas przebiegu zadania doznaje kontuzji, na poważnie uniemożliwiającej mu dalszą pracę. Akcja uświadamia mu, jak bardzo jest niezastąpiony.
McCord postanawia znaleźć odpowiedniego mężczyznę i dobrze go wyszkolić. Następstwem tego działania mogłaby być upragniona emerytura. Idealnego – silnego i wytrwałego kandydata – odnajduje w więzieniu. Jest nim Deke Slater (Dylan Neal), były komandos, odsiadujący kilkudziesięcioletni wyrok. Deke trafił za kraty jako sierżant elitarnej jednostki wojskowej, gdy nie wykonał rozkazu uratowania rannego kolegi, a następnie dostał kolejny miesiąc za zabicie współwięźnia, choć zrobił to w akcie samoobrony.
Que wyciąga żołnierza z więzienia. Po wielu tygodniach wyczerpujących ćwiczeń Slater jest gotowy – może z dumą zastępować Joshuę McCorda. Jednak już wkrótce Deke zostaje uprowadzony. Trafia do dzikiej dżungli, gdzie generał Vinh Tran (Soon-Tek Oh) poddaje go serii tortur. Teraz nadzieja pozostaje w McCordzie.

## Obsada
- Chuck Norris jako agent Joshua McCord
- Dylan Neal jako sierżant Deke Slater
- Jennifer Tung jako Que McCord
- Ralph Waite jako prezydent Matthews
- Marla Adams jako Pierwsza Dama Matthews
- Stuart Whitman jako George Williams
- Soon-Tek Oh jako generał Vinh Tran

## Dystrybucja w Polsce
W Polsce film wydano na rynku video w formie „rental” (możliwość czasowego nabycia w wypożyczalni VHS) 23 stycznia 2003 roku. Dystrybutorem był Best Film. W ciągu następnych lat obraz stał się często emitowanym filmem telewizyjnym; jego projekcji podjęły się stacje Polsat (premiera tv), TVP1 oraz TV4.